# Altispinax dunkeri
Altispinax dunkeri — вид ящеротазових динозаврів підряду теропод (Theropoda), що існував у ранній крейді (137 млн років тому). Рештки динозавра знайдені в Англії, Німеччині та Бельгії. Це хижий динозавр завдовжки до 8 м та важив близько тонни.